# ماریا جوسه مارتینز سانچز
 ماریا جوسه مارتینز سانچز (اسپانیایی: María José Martínez Sánchez‎؛ زاده ۱۲ اوت ۱۹۸۲) یک تنیس‌باز اهل اسپانیا است.